# Distretto di Cajaruro
Il distretto di Cajaruro è un distretto del Perù nella provincia di Utcubamba (regione di Amazonas) con 26.735 abitanti al censimento 2007 dei quali 8.178 urbani e 18.557 rurali.
È stato istituito il 17 settembre 1964.